# USS Turner (DD-648)
Эскадренный миноносец «Тернер» (англ. USS Turner (DD-648)) — американский эсминец типа Gleaves.
Заложен на верфи Federal Shipbuilding, Kearny, Кирни 15 ноября 1942 года. Спущен 28 февраля 1943 года, вступил в строй 16 апреля 1943 года.
3 января 1944 года взорвался и затонул в гавани Нью-Йорка. Из ВМС США исключён 8 апреля 1944 года.